# Сан Марино на Светском првенству у атлетици на отвореном 2009.
Сан Марино је на Светском првенству у атлетици на отвореном 2009. одржаном у Берлину 15. до 23. августа учествовао дванаести пут, односно учествовао је на свим првенствима до данас. Репрезентацију Сан Марина представљало је двоје такмичара (1 мушкарац и 1 жена) у трци на 100 метара.
На овом првенству Сан Марино није освојио ниједну медаљу, нити је оборен иједан рекорд (национални, лични, сезоне).

## Учесници
| Мушкарци: - Ивано Бучи — 100 м | Жене: - Мартина Претели — 100 м |  |

## Резултати

### Мушкарци
| Атлетичар  | Дисциплина | Лични рекорд | Квалификације | Квалификације | Група                | Група                | Полуфинале           | Полуфинале           | Финале               | Финале       | Детаљи |
| Атлетичар  | Дисциплина | Лични рекорд | Резултат      | Место         | Резултат             | Место                | Резултат             | Место                | Резултат             | Место        | Детаљи |
| ---------- | ---------- | ------------ | ------------- | ------------- | -------------------- | -------------------- | -------------------- | -------------------- | -------------------- | ------------ | ------ |
| Ивано Бучи | 100 м      | 10,93        | 11,24         | 6. у гр 3     | Није се квалификовао | Није се квалификовао | Није се квалификовао | Није се квалификовао | Није се квалификовао | 75 / 90 (92) |        |

### Жене
| Атлетичарка     | Дисциплина | Лични рекорд | Квалификације | Квалификације | Група                 | Група                 | Полуфинале            | Полуфинале            | Финале                | Финале       | Детаљи |
| Атлетичарка     | Дисциплина | Лични рекорд | Резултат      | Место         | Резултат              | Место                 | Резултат              | Место                 | Резултат              | Место        | Детаљи |
| --------------- | ---------- | ------------ | ------------- | ------------- | --------------------- | --------------------- | --------------------- | --------------------- | --------------------- | ------------ | ------ |
| Мартина Претели | 100 м      | 12,49 НР     | 12,65         | 4. у гр 7     | Није се квалификовала | Није се квалификовала | Није се квалификовала | Није се квалификовала | Није се квалификовала | 49 / 61 (63) |        |